# Vamos andando caminos
Vamos andando caminos è il long playing di debutto del gruppo musicale argentino Los Andariegos.

## Tracce
1. La dejé partir
2. Chacarera de los novios
3. Malambeando
4. Amo tu yanei
5. Vidala de la copla
6. Pastorcita de Amancay
7. Carita morena
8. La plumita
9. La zafrera
10. Vamos burrito
11. La tucumanita
12. Vidala del nombrador[1]